# Piedmont (Dakota Południowa)
Piedmont – miasto w Stanach Zjednoczonych, w stanie Dakota Południowa, w hrabstwie Meade.